# Erzgebirgskreis
-
Erzgebirgskreis là một huyện (Kreis) ở bang tự do Sachsen, Đức. Huyện được đặt tên theo Erzgebirge ("Dãy núi Quặng"), một dãy núi ở phần phía nam huyện tạo thành một phần biên giới Đức-Séc. Các huyện giáp ranh (từ phía tây theo chiều kim đồng hồ) là: Vogtlandkreis và Zwickau, quận Chemnitz, huyện Mittelsachsen và Cộng hòa Séc.

## Lịch sử
Huyện đã được thành lập thông qua việc sáp nhập các huyện Annaberg, Aue-Schwarzenberg, Stollberg và Mittlerer Erzgebirgskreis trong cuộc cải cách huyện tháng 8 năm 2008.

## Địa lý

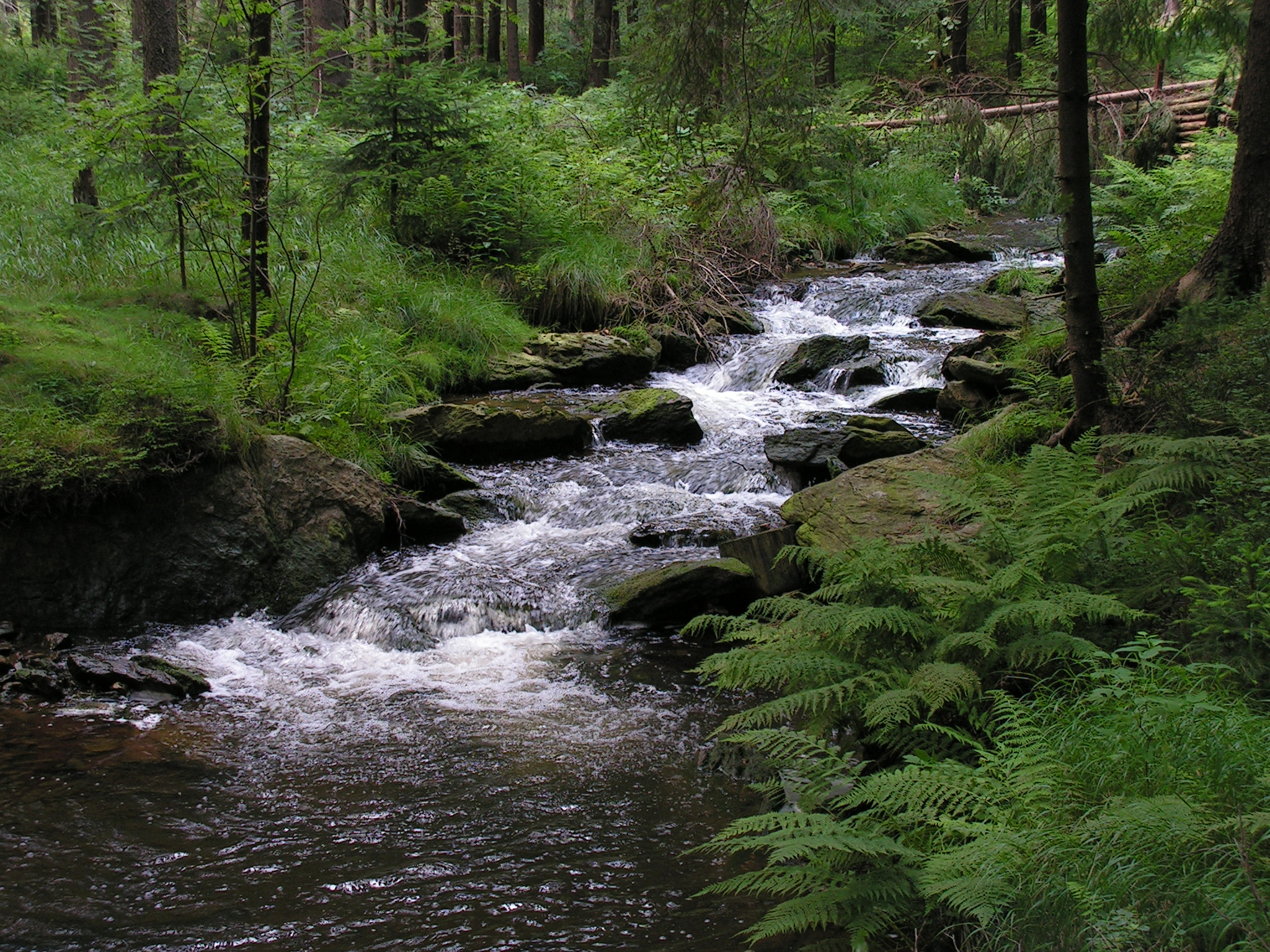
Một khung cảnh của vùng

Huyện có phần phía tây Erzgebirge, cũng tạo thành biên giới quốc gia với Cộng hòa Séc. Nhiều con sông bắt nguồn ở Erzgebirge chảy qua huyện, trong đó có các sông Zwickauer Mulde và Zschopau.

## Các thị xã và đô thị
| Thị xã | Thị xã | Đô thị | Đô thị | Đô thị |
| --- | --- | --- | --- | --- |
| 1. Annaberg-Buchholz 2. Aue 3. Ehrenfriedersdorf 4. Eibenstock 5. Elterlein 6. Geyer 7. Grünhain-Beierfeld 8. Johanngeorgenstadt 9. Jöhstadt 10. Lauter 11. Lengefeld 12. Lößnitz 13. Lugau 14. Marienberg | 1. Oberwiesenthal 2. Oelsnitz 3. Olbernhau 4. Schneeberg 5. Schwarzenberg 6. Scheibenberg 7. Schlettau 8. Stollberg 9. Thalheim 10. Thum 11. Wolkenstein 12. Zöblitz 13. Zschopau 14. Zwönitz | 1. Amtsberg 2. Auerbach 3. Bad Schlema 4. Bärenstein 5. Bernsbach 6. Bockau 7. Börnichen 8. Borstendorf 9. Breitenbrunn 10. Burkhardtsdorf 11. Crottendorf 12. Deutschneudorf 13. Drebach 14. Erlbach-Kirchberg | 1. Gelenau 2. Gornau 3. Gornsdorf 4. Großolbersdorf 5. Großrückerswalde 6. Grünhainichen 7. Heidersdorf 8. Hohndorf 9. Hormersdorf 10. Jahnsdorf 11. Königswalde 12. Mildenau 13. Neukirchen 14. Niederdorf | 1. Niederwürschnitz 2. Pfaffroda 3. Pobershau 4. Pockau 5. Raschau-Markersbach 6. Schönheide 7. Sehmatal 8. Seiffen 9. Sosa 10. Stützengrün 11. Tannenberg 12. Thermalbad Wiesenbad 13. Venusberg 14. Zschorlau |